# Bep Voskuijl
Elisabeth 'Bep' Voskuijl (Elli  Vossen, ur. 5 lipca 1919 w Amsterdamie, zm. 6 maja 1983 tamże) – pomagała w ukrywaniu Anny Frank, jej rodziny oraz przyjaciół przed nazistami podczas II wojny światowej.
W 1937 roku Otto Frank zatrudnił Bep Voskuijl jako sekretarkę, która od 1942 roku zarządzała administracją w Opekcie, gdzie od lipca tego roku ukrywali się Frankowie i czwórka ich przyjaciół. Bep zgodziła się dostarczać im zapasy żywnościowe, zamówiła im kursy korespondencyjne (stenografii i łaciny). 4 sierpnia 1944 roku kryjówka została odkryta. Bep uciekła z budynku podczas aresztowania, jednak później wróciła i pomogła Miep Gies w ratowaniu rzeczy aresztowanych pozostawionych przez gestapo, wśród których znajdował się m.in. rękopis Dziennika Anny Frank.
W maju 1946 roku poślubiła Corneliusa van Wijka, z którym miała czwórkę dzieci (córkę nazwała Anne).
Bep Voskuijl została odznaczona za pomoc, jaką udzieliła Żydom podczas wojny. Udzieliła niewielu wywiadów.

## Publikacje
- Anne Frank (przeł. z j. niderlandzkiego Alicja Oczko): Anne Frank Dziennik (Oficyna). 12 czerwca 1942 - 1 sierpnia 1944. Kraków: Społeczny Instytut Wydawniczy ZNAK oraz ZNAK Horyzont, 2022. (pol.). Brak numerów stron w książce
- Joop van Wijk-Voskuijl i Jeroen De Bruyn: The Last Secret of the Secret Annex. The Untold Story of Anne Frank, Her Silent Protector, and a Family Betrayal. New York: Simon & Schuster, 2023. Brak numerów stron w książce (ang.).